# Arena Lodowa Tomaszów Mazowiecki

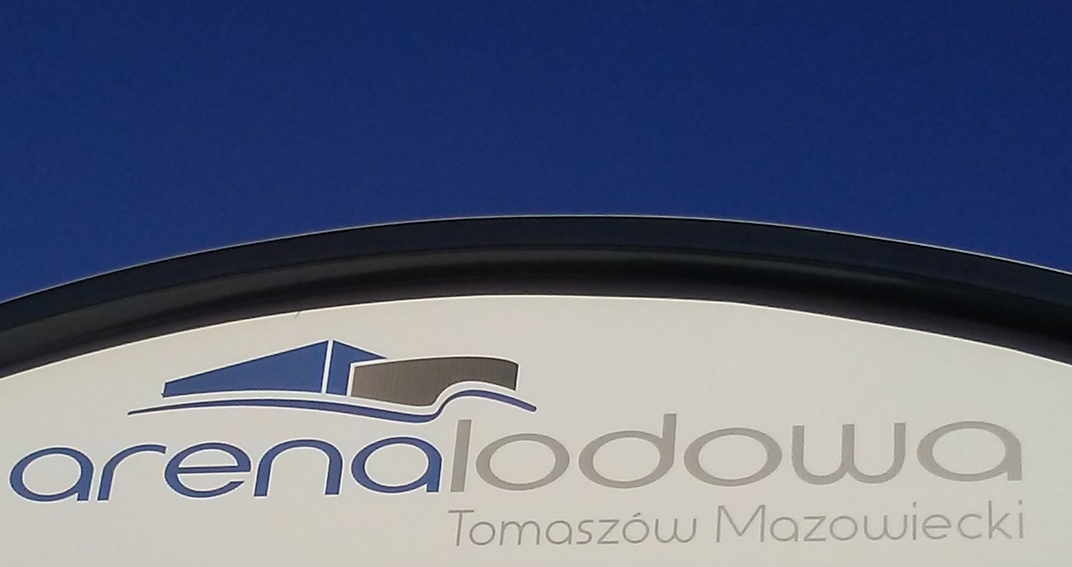
Logotyp

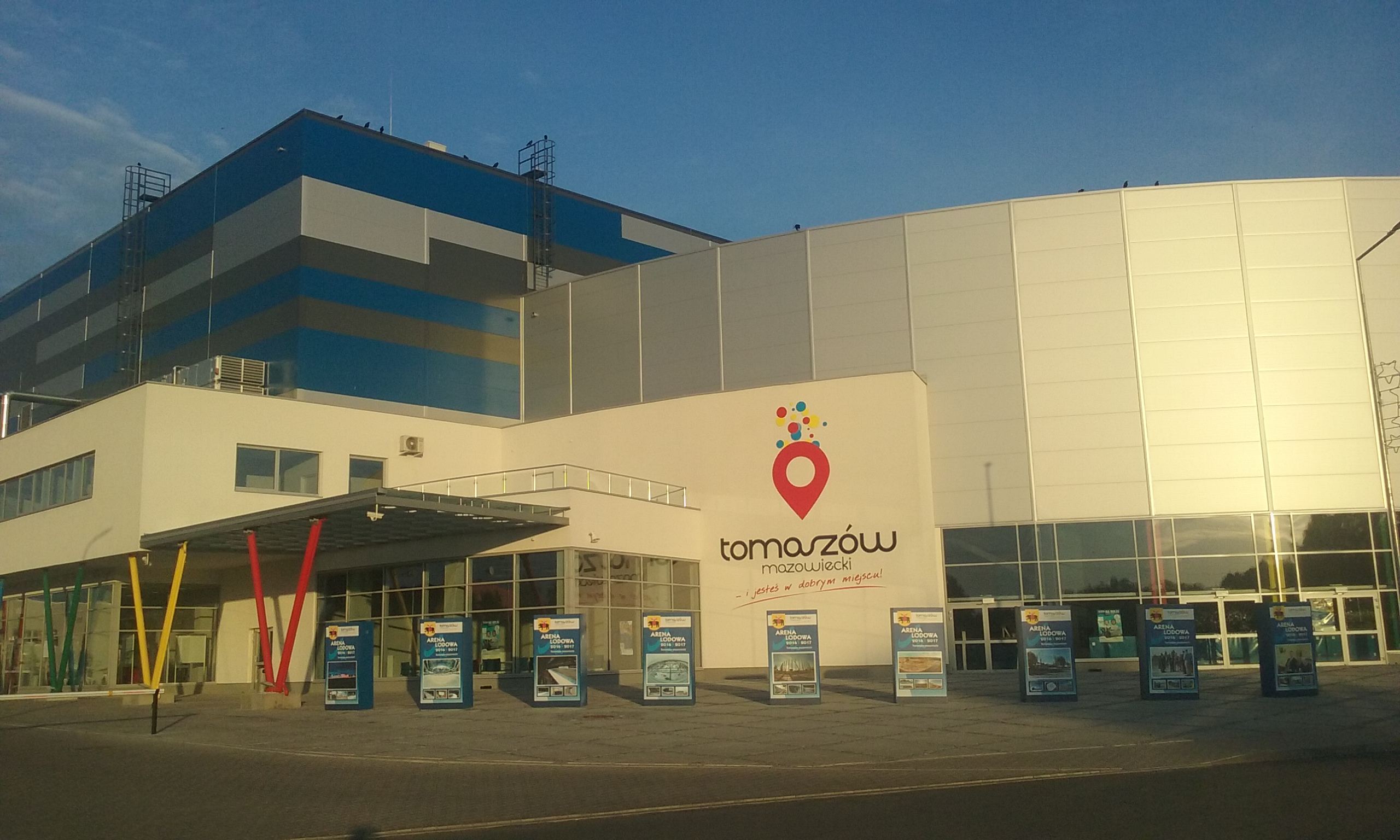
Główne wejście do obiektu

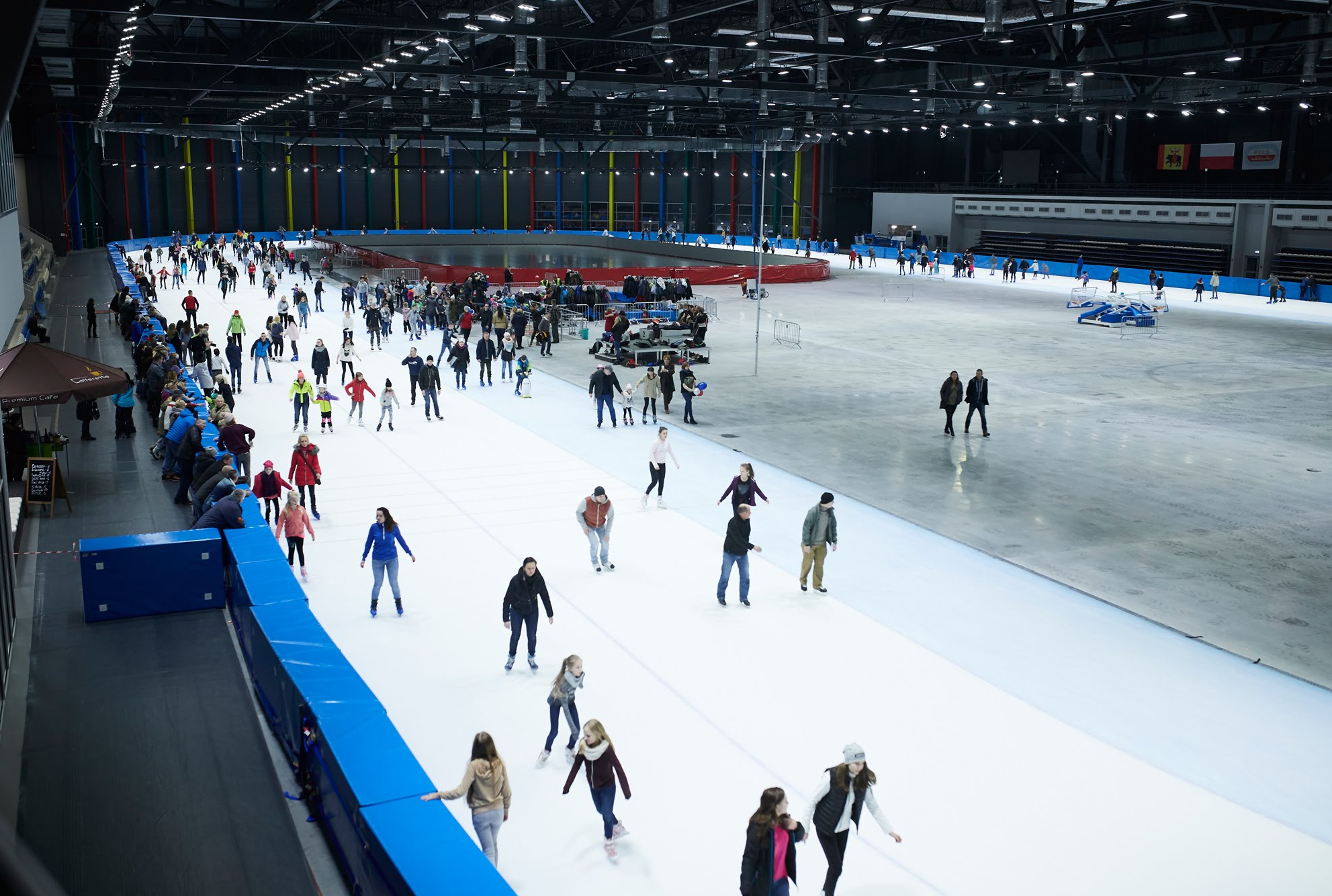
Ferie 2018

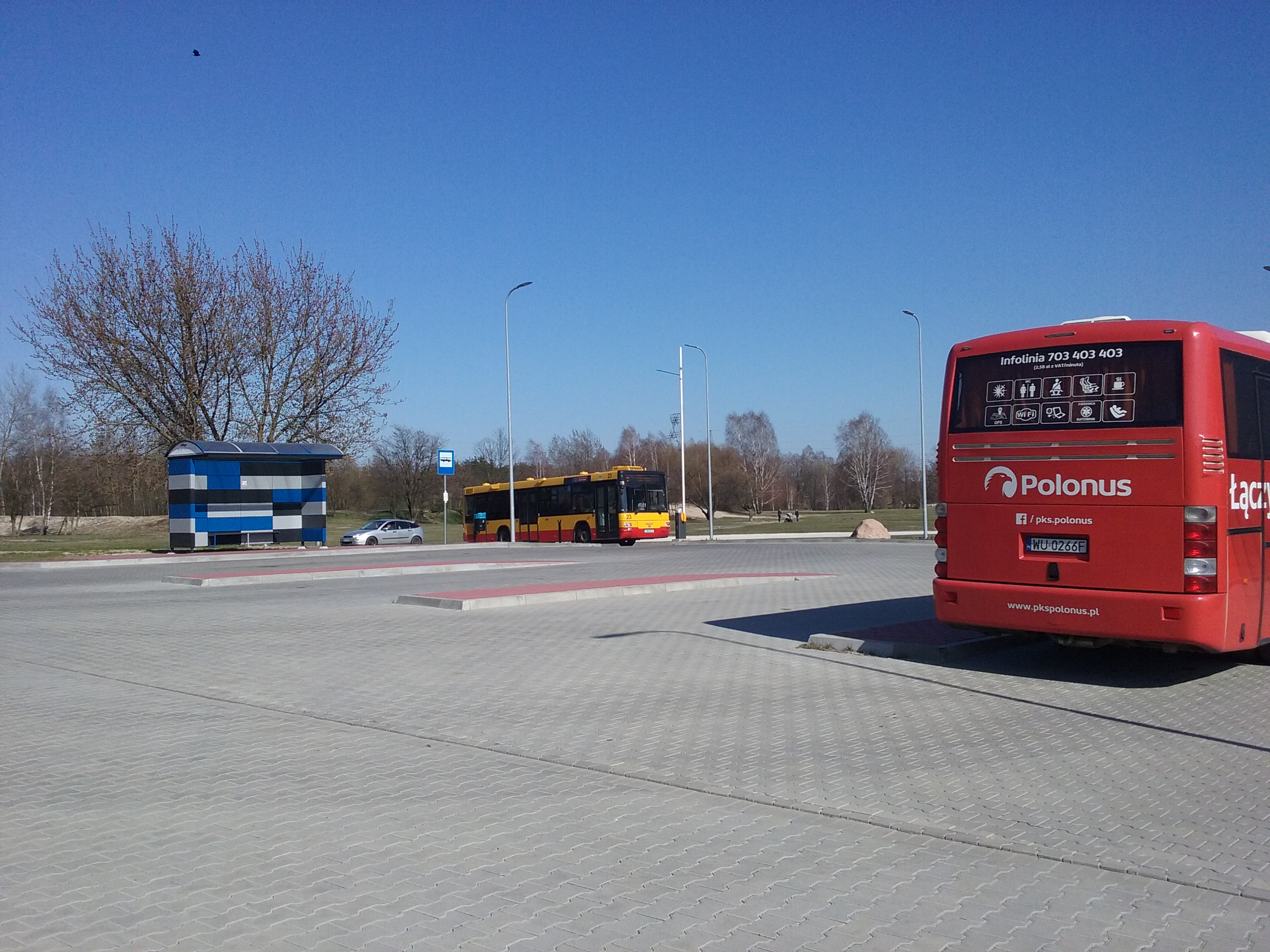
W 2019 r. przy Arenie zlokalizowano przystanek warszawskiego Polonusa, dzięki czemu kilka razy dziennie można bez przesiadek dojechać do obiektu i wrócić z niego do Warszawy. Połączenia są dostępne dla mieszkańców miast na trasie przewoźnika

Arena Lodowa Tomaszów Mazowiecki – pierwszy kryty, całoroczny tor łyżwiarski w Polsce, służący do uprawiania łyżwiarstwa szybkiego, łyżwiarstwa figurowego, hokeja na lodzie, short tracku, wrotkarstwa i zimowej odmiany sportu żużlowego, wybudowany w latach 2016–2017 w miejscu toru łyżwiarskiego Pilica, otwarty 14 grudnia 2017, zlokalizowany przy ulicy Strzeleckiej 24/26 w Tomaszowie Mazowieckim, na wysokości 153 m n.p.m., 10 kilometrów od Ośrodka Przygotowań Olimpijskich w Spale. W zależności od przyjętego kryterium zajmuje 22. lub 23. miejsce na liście najszybszych torów łyżwiarskich świata.

## Budowa

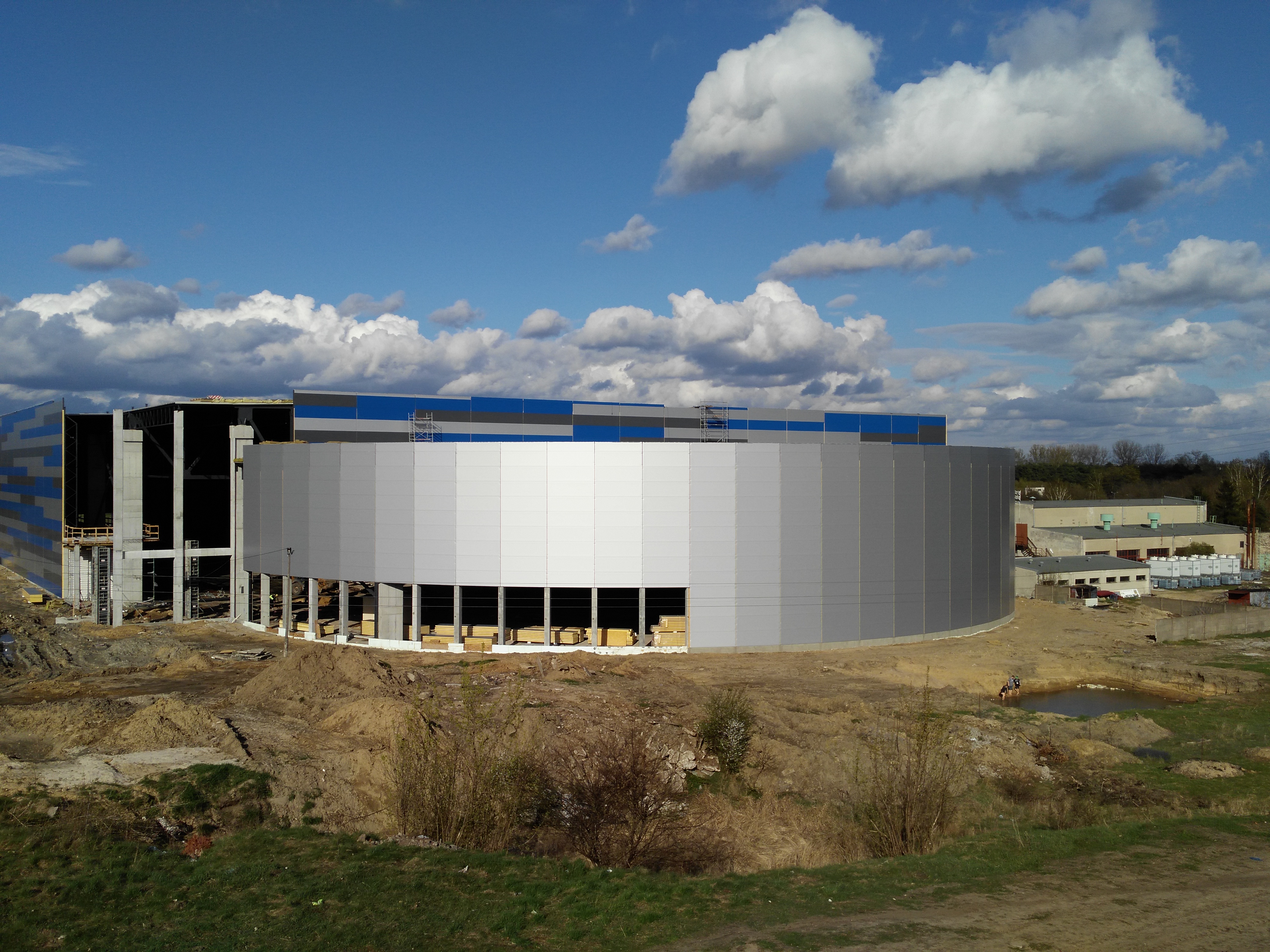
Arena w trakcie budowy, stan prac w kwietniu 2017 r.

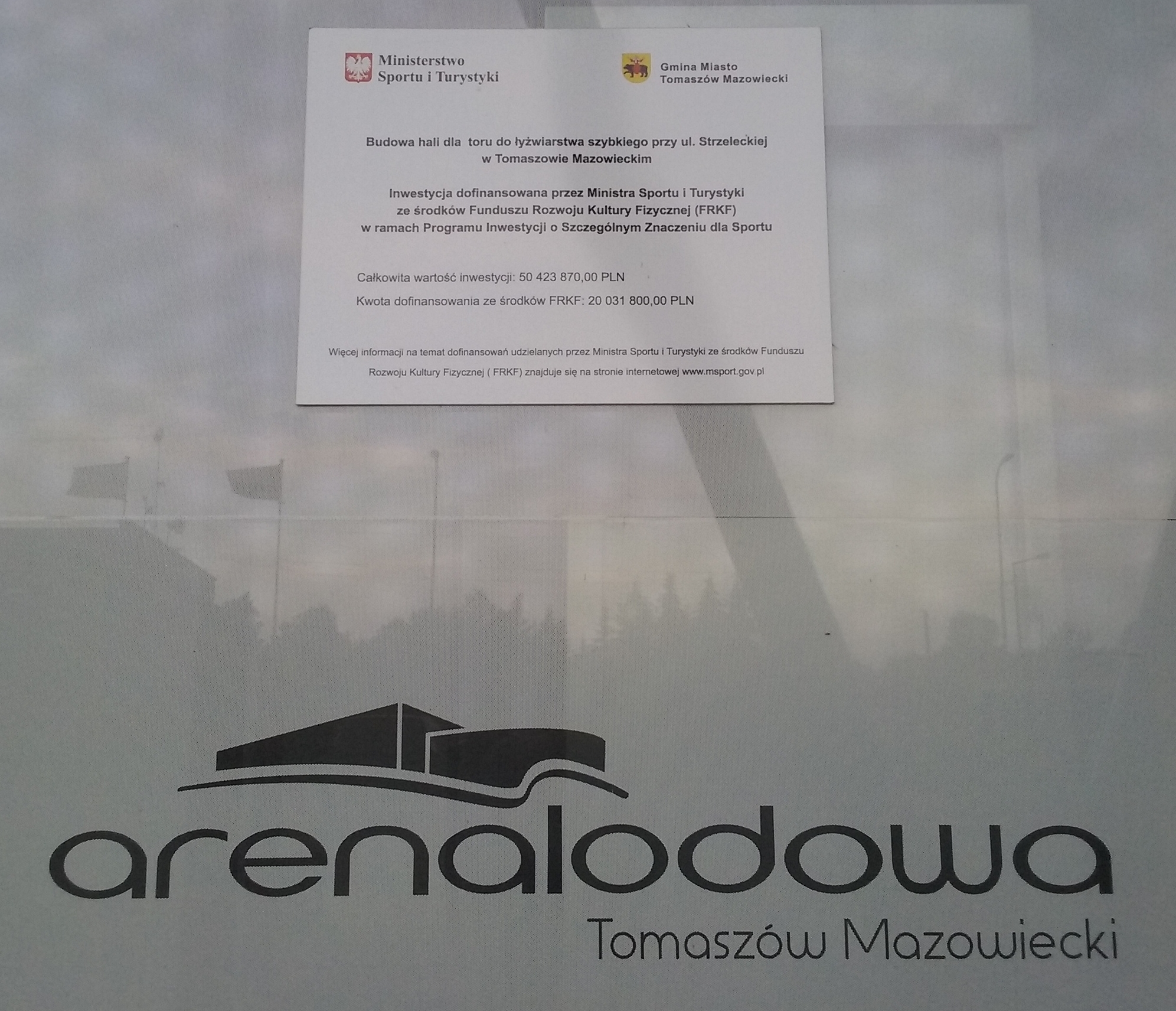
Informacja o dofinansowaniu z Ministerstwa Sportu i Turystyki

Idea budowy krytego toru łyżwiarskiego w Polsce pojawiła się już w latach 80. XX w., jednak ani wówczas, ani w kolejnych dekadach nie doczekała się realizacji. Pomysł wrócił w lutym 2014 r., po zdobyciu przez Zbigniewa Bródkę złotego medalu biegu na 1500 m mężczyzn podczas Zimowych Igrzyskach Olimpijskich w Soczi. Sytuacji sprzyjały również bardzo dobre wyniki uzyskiwane przez kilka wcześniejszych lat przez polskie panczenistki i panczenistów na zawodach międzynarodowych. Podjęto decyzję o budowie zamkniętego obiektu w miejscu jednego z czterech funkcjonujących sztucznie mrożonych torów odkrytych. Początkowo typowano tor lodowy Centralnego Ośrodka Sportu w Zakopanem, jako najszybszy w kraju i jeden z najszybszych na świecie (z uwagi na wysokość, na której był usytuowany). Wiosną 2014 r. zaczęły się pojawiać głosy, by tego typu halę wybudować w miejscu toru łyżwiarskiego „Stegny” w Warszawie z uwagi na jego lokalizację w centralnej części Polski, w dużej aglomeracji miejskiej i doskonale skomunikowanej zarówno z pozostałymi częściami kraju (transport kolejowy, autobusowy, drogowy), jak i innymi państwami (Lotnisko Chopina w Warszawie). W 2015 r. sporządzono jego dokumentację projektową, a 20 listopada 2015 uzyskano pozwolenie na budowę. Ostatecznie jednak zdecydowano się na budowę areny lodowej w miejscu toru łyżwiarskiego „Pilica” w Tomaszowie Mazowieckim. Tej lokalizacji sprzyjała wola współfinansowania inwestycji przez władze samorządowe miasta, bowiem z taką inicjatywą do ówczesnego ministra sportu – Witolda Bańki wystąpił prezydent Tomaszowa Mazowieckiego – Marcin Witko. Głównym wykonawcą została firma budowlana Rosa-Bud z Radomia. Projekt znalazł się w programie inwestycji strategicznych Ministerstwa Sportu i Turystyki. Dofinansowanie z resortu wyniosło 19 mln złotych pozostałe środki pochodziły z lokalnego samorządu. Budowa trwała 13 miesięcy. Rozpoczęła się w sierpniu 2016 r., a główne prace zakończyły się we wrześniu 2017 r. Oficjalne otwarcie obiektu odbyło się 14 grudnia 2017 W inauguracji wziął udział prezydent RP Andrzej Duda, a imprezę uświetnił koncert Raya Wilsona.

## Charakterystyka

### Standardy
Arena Lodowa Tomaszów Mazowiecki jest pierwszym i na razie jedynym całorocznym, krytym obiektem do uprawiania sportów zimowych w Polsce. Obiekt jest przystosowany do organizowania zawodów sportowych różnej rangi. Arena spełnia wymagania Międzynarodowej Unii Łyżwiarskiej, co sprawia, że można w niej organizować międzynarodowe zawody.
Kubatura obiektu wynosi 292 000 m³. Na tej przestrzeni znajduje się pełnowymiarowy, 400-metrowy tor do jazdy szybkiej, boisko do hokeja, jazdy figurowej oraz short tracku. Ma cztery strefy mrożenia lodu, nowoczesny system nagłośnienia i oświetlenia spełniającym standard transmisji HD.

### Dojazd komunikacją zbiorową

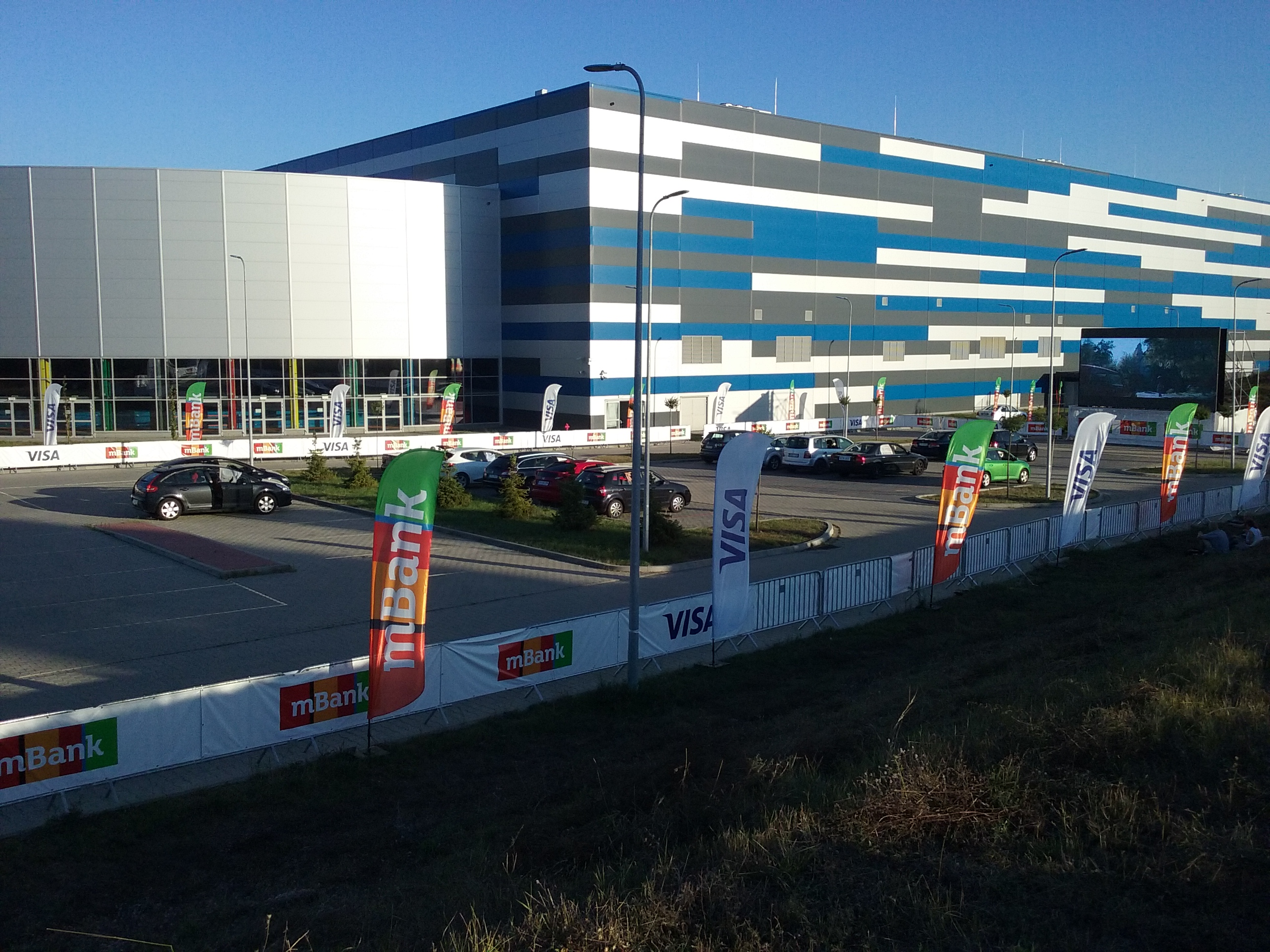
Kino samochodwe przy Arenie na parkingu komunikacji miejskiej i dalekobieżnej, sierpień 2020 r.

Arena jest dobrze skomunikowana z dworcem kolejowym, jak i Warszawą. W 2019 r., tuż przy obiekcie wybudowano przystanek dla tomaszowskiego MZK i autobusów dalekobieżnych. Można stąd, kilka razy dziennie, dojechać bezpośrednio na Dworzec Zachodni w Warszawie. Połączenia dalekobieżne dostępne są dla wszystkich mieszkańców miast na trasie warszawskiego Polonusa (Tomaszów – kilka przystanków w mieście, Rawa Mazowiecka, Mszczonów, Warszawa – kilka przystanków w mieście). Podróż trwa do dwóch godzin. Od grudnia 2019 r. Biuro Podróży Filkar Travel uruchomiło połączenie spod Areny Lodowej do Kołobrzegu przez Łódź, Włocławek, Ciechocinek, Toruń, Człuchów, Koszalin.

### Obiekt w liczbach
- 2000 luksów – moc oświetlenia, wyłącznie w technologii LED;
- 1,5 sekundy wynosi przesunięcie dźwięku między skrajnymi punktami obiektu. Dzięki systemowi wspomagania nagłośnienia, wszyscy uczestnicy wydarzeń słyszą dźwięk w czasie rzeczywistym, bez tzw. pogłosu;
- 292 000 m³ – kubatura obiektu;
- 1,7 hektara – powierzchnia działki ewidencyjnej, na której usytuowano obiekt[31];
- 850 ton – waga konstrukcji stalowej dachu;
- 4 dyscypliny olimpijskie uprawiane są w Arenie[32].

Znajdują się w niej w pełni wyposażone sale konferencyjne.
Poza godzinami treningów i zawodami sportowymi, obiekt jest miejscem rekreacji dla mieszkańców Tomaszowa i pobliskich miejscowości. W pierwsze wakacje po oddaniu do użytku Areny, Urząd Miasta Tomaszowa Mazowieckiego zorganizował półkolonie dla dzieci latem pozostających w mieście. Organizowane są w nim również koncerty i inne imprezy masowe o charakterze kulturalnym.

## Sportowcy i trenerzy związani z Areną
- Karolina Bosiek[41] – najmłodsza polska olimpijka (Pjongczang 2018)[42]
- Karolina Gąsecka[43]
- Natalia Czerwonka[44]
- Aleksandra Kapruziak[45]
- Jaromir Radke[46]
- Paweł Abratkiewicz[47]
- Zbigniew Bródka[48]
- Damian Żurek[49]
- Wiesław Kmiecik (trener)[50]
- Jolanta Gołębiewska-Kmiecik (trenerka)[51]

## Otoczenie

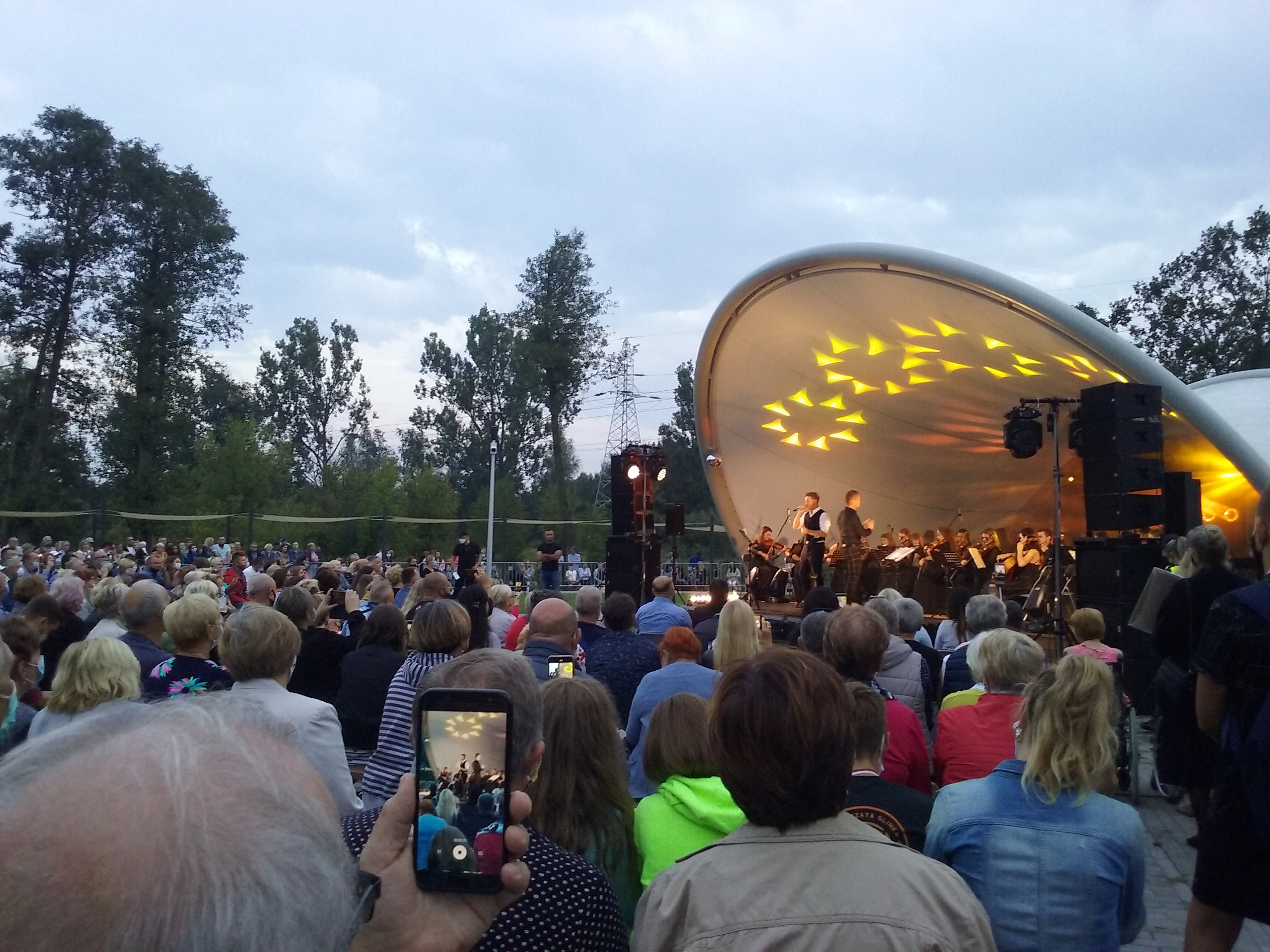
Amfiteatr na Przystani nad rzeką Pilicą przy Arenie

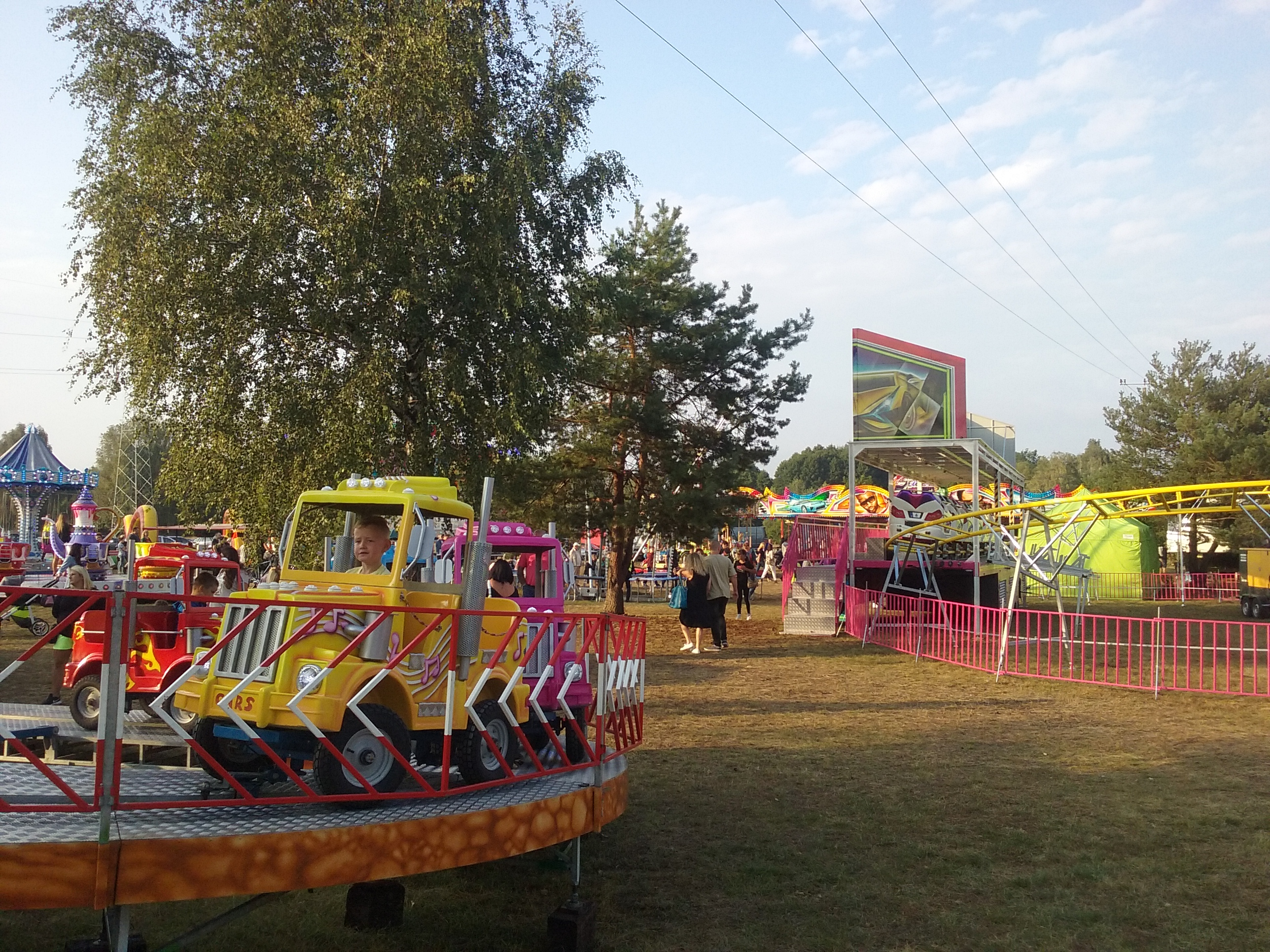
Tomaszowskie błonia przy Arenie

Obiekt znajduje się blisko przystani na rzece Pilicy. W II Rzeczypospolitej działało tu Tomaszowskie Towarzystwo Wioślarskie. W okresie PRL przystań wyposażono w infrastrukturę wypoczynkową czyniąc z niej ośrodek wczasowy. Po 1989 r. był to Miejski Ośrodek Sportu i Rekreacji. Od 2018 r. trwała rewitalizacja obiektu. Plażę nad Pilicą wyposażono w nowoczesne przebieralnie i sanitariaty, odnowiono przystań kajakową, a część parkową obiektu wzbogacono o amfiteatr, liczne boiska do gier zespołowych, cały obiekt objęto monitoringiem miejskim. Przy samej Arenie, rozciągają się tomaszowskie błonia, na których przez wiele lat organizowano największą imprezę miejską – Dni Tomaszowa. W ostatnich latach władze zabiegają o pozyskanie inwestora w celu wybudowania w pobliżu hotelu poszerzającego ofertę noclegową miasta.

## Większe imprezy
- Mistrzostwa Świata Juniorów – 21–23 lutego 2020[54];
- Puchar Świata Seniorów w łyżwiarstwie szybkim 2019/2020[55][56][57][58][59][60];
- Mistrzostwa Czech 2019 w łyżwiarstwie szybkim[61][62];
- Be Active Tour z Ewą Chodakowską – 1 lipca 2018[63];
- Koncert na 40-lecie zespołu Bajm – 13 kwietnia 2018[63];
- Ogólnopolski Challenge: Mali Bohaterowie – 21 czerwca 2018[64];
- Mistrzostwa Polski seniorów w short tracku – 15–17 marca 2018;
- Puchar Świata Seniorów w łyżwiarstwie szybkim – 7–9 grudnia 2018;
- Puchar Świata Juniorów w łyżwiarstwie szybkim – 24–25 listopada 2018;
- Mistrzostwa świata juniorów w short tracku – 2–4 marca 2018[65];
- Mistrzostwa Polski seniorów w short tracku – 19, 20 i 21 stycznia 2018;
- Mistrzostwa Polski w łyżwiarstwie szybkim w wieloboju sprinterskim – 16–17 grudnia 2017;
- Mistrzostwa Polski na dystansach w łyżwiarstwie szybkim – 27–29 października 2017;
- Mistrzostwa Europy w Ice Speedway (zimowa odmiana sportu żużlowego, pierwsza impreza tej rangi w Polsce) – 13 grudnia 2020[66];
- Od 2018 r. w Arenie odbywa się międzynarodowy festiwal Love Polish Jazz[67][68];

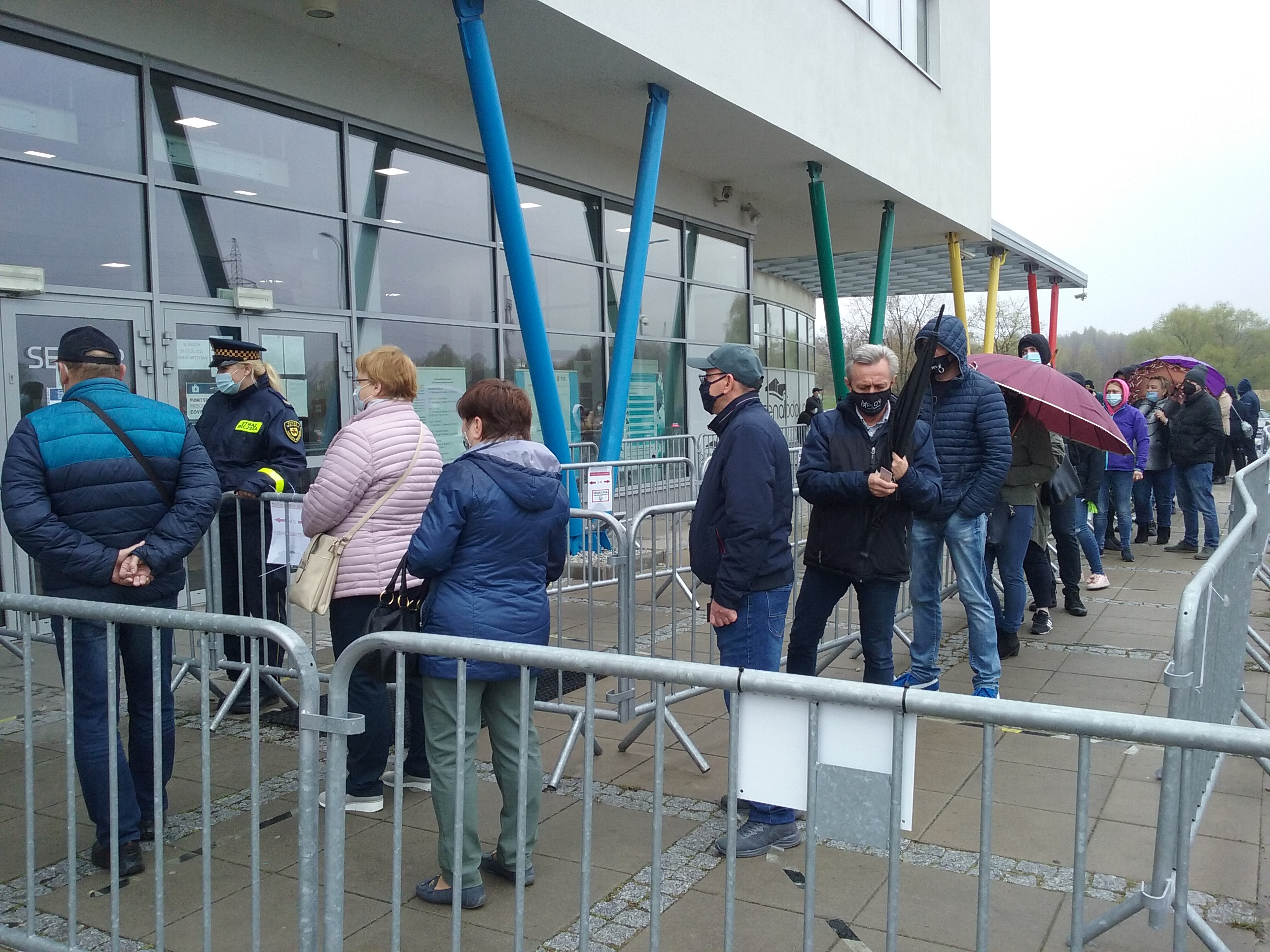
Oczekujący przed Areną na szczepienie przeciwko COVID-19 w maju 2021 r.

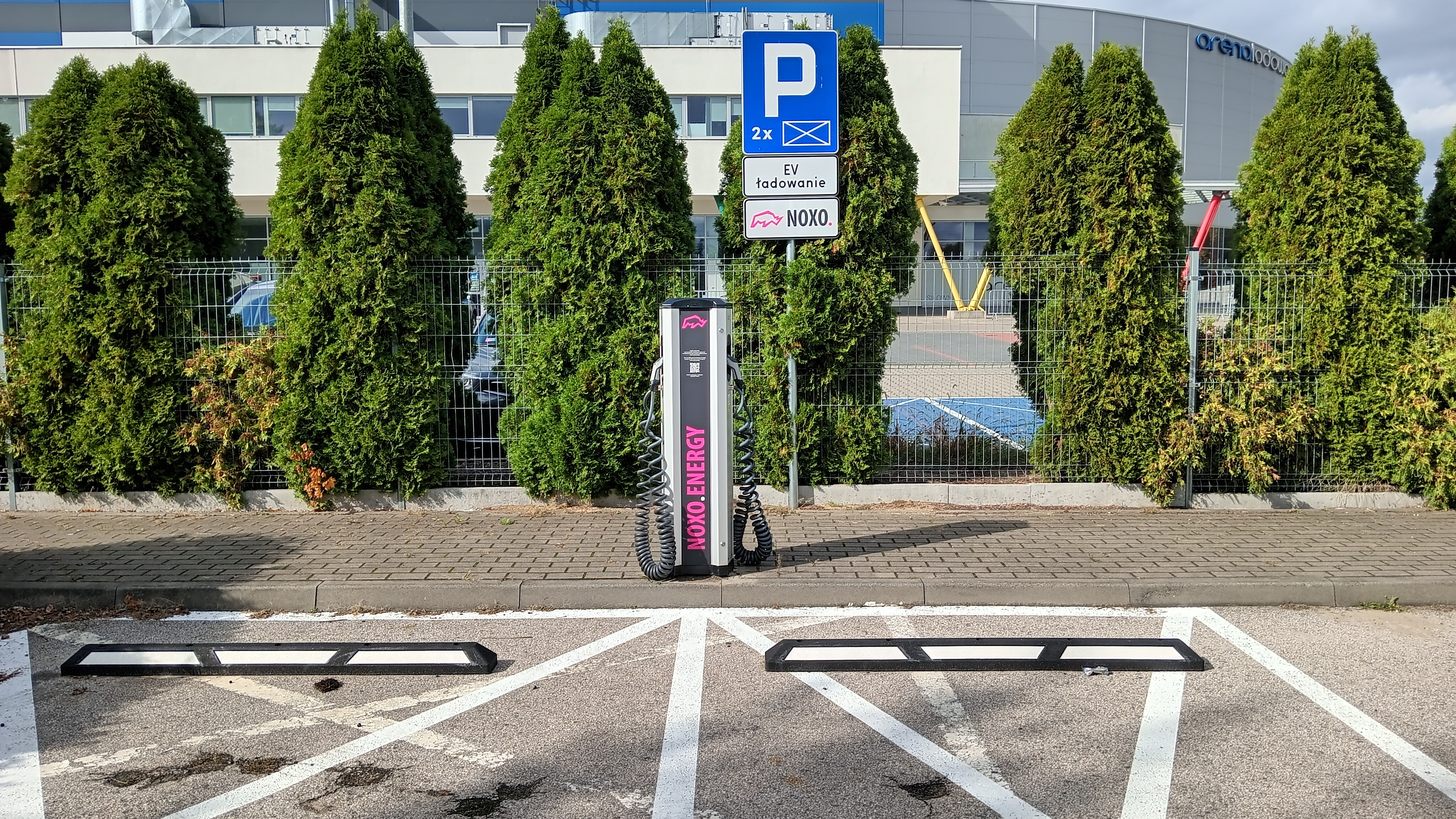
W 2024 r. przy Arenie uruchomiono stację ładowania samochodów elektrycznych

- W kwietniu 2021 r. obiekt przekształcono w punkt masowych szczepień przeciw COVID–19 i przygotowano do wykonania 1000 szczepień dziennie[69][70];
- Mistrzostwa Polski w Łyżwiarstwie Szybkim na Dystansach 2022, 28–31 października 2021;
- Mistrzostwa Europy w Ice Speedway 2021, grudzień 2021 r.[71][72];
- Mistrzostwa Polski w Taekwondo, czerwiec 2022 r.[73];
- Zawody finałowe Pucharu Świata w łyżwiarstwie szybkim, 17–19 lutego 2023[74][75];
- Mistrzostwa Polski Juniorów Młodszych w Taekwondo, 2–4 czerwca 2023[76].